# Andrena bilavia
Andrena bilavia är en biart som beskrevs av Osytshnjuk 1994. Andrena bilavia ingår i släktet sandbin, och familjen grävbin. Inga underarter finns listade i Catalogue of Life.